# Мбоула, Жорди
Жо́рди Мбо́ула Керальт (исп. Jordi Mboula Queralt; род. 16 марта 1999, Гранольерс) — испанский футболист, правый вингер «Жил Висенте».

## Клубная карьера
Мбоула — воспитанник клуба «Барселона». В начале 2017 года он начал выступать за дублирующую команду. Летом того же года Жорди перешёл во французский «Монако». 28 апреля 2018 года в матче против «Амьена» он дебютировал в Лиге 1. 19 мая в поединке против «Труа» Жорди забил свой первый гол за клуб.

## Международная карьера
В 2016 года в составе юношеской сборной Испании Мбоула завоевал серебряные медали юношеского чемпионата Европы в Азербайджане. На турнире он сыграл в матчах против команд Нидерландов, Сербии, Италии, Англии, Германии и Португалии. В поединке против нидерландцев Жорди забил гол.

## Достижения
Испания (до 17)
- Серебряный призёр чемпионата Европы: 2018